# بیبینا
بیبینا (به ایتالیایی: Bibbiena) یک کومونه در ایتالیا است که در استان آرتزو واقع شده‌است.

## خصوصیات
بیبینا ۸۶ کیلومترمربع مساحت و ۱۲٬۵۱۲ نفر جمعیت دارد و ۴۲۵ متر بالاتر از سطح دریا واقع شده‌است.

## خواهرخوانده
شهر Boulazac خواهرخواندهٔ بیبینا هست.